# Minneapolis
Minneapolis je najveći grad američke savezne države Minnesote. Leži na rijeci Mississippi. Minneapolis je osnovan u 19. stoljeću, a status grada ima od 1867. godine, kada je željeznicom povezan s Chicagom. Prema procjeni iz 2007. godine imao je 377.392 stanovnika.

## Vanjske poveznice
- Službena stranica (engl.)

### Ostali projekti
|  | Zajednički poslužitelj ima još gradiva o temi Minneapolis |